# 기요사토초역
기요사토초역(일본어: 清里町駅)은 일본 홋카이도 샤리 군 기요사토정에 위치한 홋카이도 여객철도 센모 본선의 철도역이다. 상대식 승강장 2면 2선의 구조를 갖춘 지상역이다.

## 타는 곳
| 1 | ■ 센모 본선 | 하행 | 미도리 · 마슈 · 구시로 방면           |
| 2 | ■ 센모 본선 | 상행 | 시레토코샤리 · 아바시리 · 기타미 방면 |

## 역 주변
- 기요사토 정청
- 아바시리 신용금고 기요사토 지점
- 기요사토 온천

## 역사
- 1929년 11월 14일 : 일본국유철도의 가미샤리역으로서 개업. 일반역.
- 1956년 4월 10일 : 기요사토초역으로서 개칭.
- 1965년 8월 1일 : 역사 개축.
- 1968년 9월 30일 : 과선교 신설.
- 1983년 5월 20일 : 화물 취급 폐지.
- 1984년 2월 1일 : 소화물 취급 폐지.
- 1986년 11월 1일 : 역무원 배치 종료. 간이 위탁화.
- 1987년 4월 1일 : 일본국유철도 분할 민영화에 의해, 홋카이도 여객철도가 승계.
- 1990년 4월 16일 : 간이 위탁처를 키오스크로 변경.
- 1993년 1월 1일 : 키오스크 폐점에 의해 무인화. 간이 위탁처를 역 앞의 상점으로 변경.
- 1996년 3월 : 간이 위탁 폐지, 완전 무인화.

## 인접 역
| 홋카이도 여객철도 센모 본선 | 홋카이도 여객철도 센모 본선 | 홋카이도 여객철도 센모 본선   |
| --------------------------- | --------------------------- | ----------------------------- |
| B 69 나카샤리 아바시리 방면 | ■ 센모 본선                 | 삿쓰루 B 68 히가시쿠시로 방면 |